# The Garment Jungle
The Garment Jungle is een Amerikaanse film noir uit 1957 onder regie van Vincent Sherman. Destijds werd de film in Nederland uitgebracht onder de titel De wildernis der samenleving.

## Verhaal
Alan Mitchell keert terug van de oorlog in Korea. Zijn vader is de eigenaar van een kledingfabriek. Hij heeft problemen met de maffia, die de vakbonden in zijn greep houdt. Alan gaat sympathiseren met de benarde situatie van de arbeiders.

## Rolverdeling
| Acteur            | Personage        |
| ----------------- | ---------------- |
| Lee J. Cobb       | Walter Mitchell  |
| Kerwin Mathews    | Alan Mitchell    |
| Gia Scala         | Theresa Renata   |
| Richard Boone     | Artie Ravidge    |
| Valerie French    | Lee Hackett      |
| Robert Loggia     | Tulio Renata     |
| Joseph Wiseman    | George Kovan     |
| Harold J. Stone   | Tony             |
| Adam Williams     | Ox               |
| Wesley Addy       | Mijnheer Paul    |
| Willis Bouchey    | Dave Bronson     |
| Robert Ellenstein | Fred Kenner      |
| Celia Lovsky      | Moeder van Tulio |